# روبرت ميرفي (سياسي)
روبرت ميرفي (بالإنجليزية: Robert Murphy)‏ هو سياسي أسترالي، ولد في 8 يوليو 1876، وتوفي في 27 مايو 1966. انتخب عضو مجلس نواب تسمانيا.